# John Cowane’s House

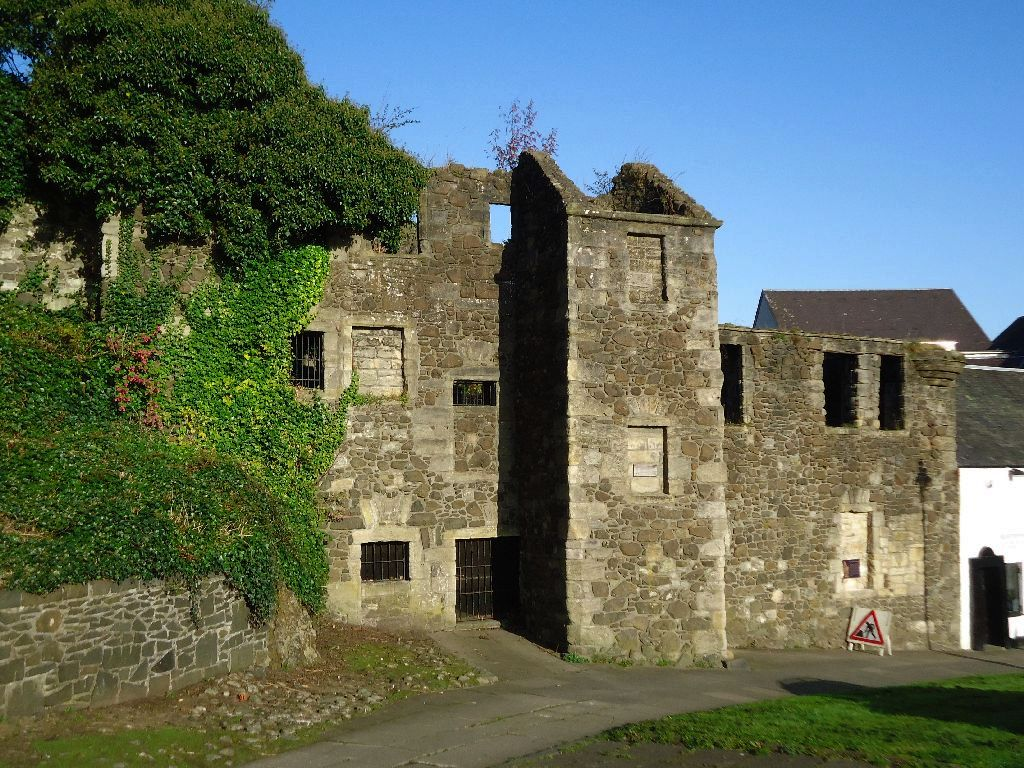
John Cowane’s House

John Cowane’s House ist die Ruine eines Wohngebäudes in der schottischen Stadt Stirling in der gleichnamigen Council Area. 1978 wurde das Bauwerk in die schottischen Denkmallisten in der höchsten Denkmalkategorie A aufgenommen.

## Geschichte
Früher trug das Gebäude auch den Namen Queen Mary’s Palace. Es ist jedoch keine Verbindung zur schottischen Königin Maria Stuart belegbar. Des Weiteren wurde das Gebäude, auch wenn ein früheres Baujahr nicht auszuschließen ist, vermutlich im frühen 17. Jahrhundert, und damit nach Maria Stuarts Hinrichtung, errichtet. John Cowane’s House diente als Wohnhaus der Familie Cowane beziehungsweise ihres bekanntesten Mitglieds, dem Politiker John Cowane. Vermutlich ließ Andrew Cowane das Gebäude im Jahre 1603 errichten. In den Jahren 1633 und 1697 wurde das Haus erweitert. Bereits im späten 19. Jahrhundert war seine Bausubstanz marode und das Dach wurde entfernt. Heute ist es nur noch als Ruine erhalten.

## Beschreibung
Die Ruine steht an der Straße St Mary’s Wynd im historischen Zentrum Stirlings. Ursprünglich besaß das dreistöckige Gebäude einen U-förmigen Grundriss. Sein Mauerwerk besteht aus Bruchstein. Straßenseitig tritt ein Treppenturm mit quadratischem Grundriss aus der Fassade heraus. An der Gebäudekante sind Überreste einer auskragenden Ecktourelle sichtbar.